# Ronov - Vlhošť
Ronov - Vlhošť este o arie protejată (arie specială de conservare — SAC, sit de importanță comunitară — SCI) din Republica Cehă întinsă pe o suprafață de 747,36 ha, integral pe uscat.

## Localizare
Centrul sitului Ronov - Vlhošť este situat la coordonatele 50°36′50″N 14°26′52″E / 50.613889°N 14.447778°E.

## Înființare
Situl Ronov - Vlhošť a fost declarat sit de importanță comunitară în noiembrie 2009 pentru a proteja 3 specii de animale. Situl a fost protejat și ca arie specială de conservare în ianuarie 2021.

## Biodiversitate
Situată în ecoregiunea continentală, aria protejată conține 8 habitate naturale: Mlaștini turboase de tranziție și turbării mișcătoare, Pante stâncoase silicioase cu vegetație casmofită, Pajiști cu Molinia pe soluri calcaroase, turboase sau argilos-nămoloase (Molinion caeruleae), Păduri de fag Asperulo-Fagetum, Păduri de stejar și carpen Galio-Carpinetum, Fânețe de joasă altitudine (Alopecurus pratensis, Sanguisorba officinalis), Păduri pe pante, grohotișuri și ravene de Tilio-Acerion, Lacuri eutrofice naturale cu vegetație de tip Magnopotamion sau Hydrocharition.
La baza desemnării sitului se află mai multe specii protejate de  nevertebrate (3): Phengaris nausithous, Phengaris teleius, Vertigo angustior.